# 周燦 (明朝)
周燦（？—1645年），字光甫，號闇昭 ，蘇州府吳江縣人，明朝、南明政治人物。

## 生平
崇禎三年（1630年）庚午科應天鄉試舉人，崇禎四年（1631年）聯捷辛未科進士，授宣化縣知縣，八年丁憂，十一年補調浙江會稽縣，為政有成績。轉浙江道監察御史，巡按江西，入境時，部下官吏都命差役出迎，只有某邑帶來豐厚的禮物。周燦很生氣，留下差役不遣派，官吏恐怕要辭官，他就召諭那些官吏，讓他們自己辭免官職。其時張獻忠連破袁州、吉安，南昌大為震動，軍情緊急。巡撫郭都賢關門不理，他親自帶兵登城巡險，再調兵征討，二府才得以恢復。周燦特別上疏兵餉事宜，指出楚地分割，請求救諸臣合力夾攻，藉此保衛南直隸，又請求南漕糧食賦稅各減半紓解民困；並暫停九江關卡，撫恤商艱。
弘光帝繼位，惠王朱常潤暫住廣信府，他上表江右險要貧瘠，諸王星羅棋布，沒有位置再分封，言辭非常懇切。宗室朱統𨰥奉承馬士英，詆毀姜曰廣，並誣蔑楊廷麟犯法，曰廣因此去職；周燦反駁朱統𨰥誤國殃民，又指出楊廷麟得知北京失守時赤足痛哭，希望恢復家國，雖然中途被阻止，而他奮不顧身救國是有實心，怎可能得到誹謗，結果事情沒有再被過問；同時他也請求恢復艾南英舉人資格，召用傅冠、熊明遇，被馬士英怨恨，罷官歸鄉。其後他組織詩社，追悼國事而令自己痛哭失明，很快去世。

## 引用
1. ↑  《崇祯四年辛未科三百五十名进士履历》：周燦，闇昭，春秋，辛亥正月初十日生。吴江人，庚午一百四十五，会三十二，三甲七十名。刑部政，授宣化知县，癸酉同考，甲戌举卓异，乙亥丁忧，戊寅除会稽知县。曾祖旬。祖應仪，俱光禄卿。父文鳳，封宣化知县。
2. ↑  《苏州府志》：周燦，字光甫，用五世孙，崇祯四年进士，歷知宣化、会稽二县，擢浙江道御史，巡按江西。入境，属吏皆遣役具揭迎，独某令以厚币，燦怒，留役不遣，令解组去。时张献忠已破长沙，巡撫郭都贤杜门束手，燦躬率士卒，巡视险隘，特疏陈兵饷事宜，又以楚疆决裂，请敕行間诸臣并力夹击，以保江南。又请南漕漕粮各折半，以延民困。请止九江分关，以恤商旅。惠王准住广信，燦上言广信瘠壤巖疆，如江右诸藩星列棋布，何处再堪位置，情词恳切。福王立南京，宗室朱统潁诬劾在籍词臣杨廷麟，召健儿谋不轨，燦具疏白其诬。南京亡，遂归不起，惟与同邑高蹈者结诗社相唱和，以追悼国事，慟哭丧明卒。
3. 1 2  錢海岳《南明史·卷三十五·列傳第十一》：周燦，字光甫，吳江人。崇禎四年進士。授宣化知縣，調會稽，以治績稱。遷浙江道御史，巡按江西。入境，屬吏皆命役具揭迎，獨某邑以厚幣。燦怒，留役不遣，吏恐乞歸，召諭之，令聞解組去。時張獻忠連破袁、吉，南昌大震，羽書旁午。巡撫郭都賢杜門束手，燦躬率兵登陴巡隘，復調兵討寇，二郡恢復。特疏兵餉事宜，以楚疆決裂，請救行問諸臣併力夾攻，藉保南直。復請南漕二糧各折半，以甦民困；並止九江分關，用卹商艱。
4. ↑  錢海岳《南明史·卷三十五·列傳第十一》：安宗即位，惠王常潤准住廣信，上言瘠壤巖疆如江右，諸王星列棊布，何處再堪位置，情詞懇切。宗室統𨰥阿馬士英指，醜詆姜曰廣，並誣楊廷麟不規，曰廣去位，燦抗疏統𨰥讒人誤國。又言廷麟聞北京失守，徒跣號泣，願破家恢復，事雖中沮，而其奮不顧身以赴國難，乃有實心，有何他念，得此異謗，遂不問。又奏復艾南英舉人，請召用傅冠、熊明遇。士英惎之，罷歸。結詩社，以追悼國事心痛哭失明，未幾卒。